# 877 v.Chr.
Het jaar 877 v.Chr. is een jaartal volgens de christelijke jaartelling.

## Gebeurtenissen

### Palestina
- Koning Ela heerser over het koninkrijk Israël.

### Assyrië
- Koning Assurnasirpal II begint een veldtocht tot aan de Middellandse Zee, hij legt schatting op aan de Fenicische steden Sidon, Byblos en Tyrus.

## Overleden
- Baasha, koning van Israël